# Gerard Fleischeuer

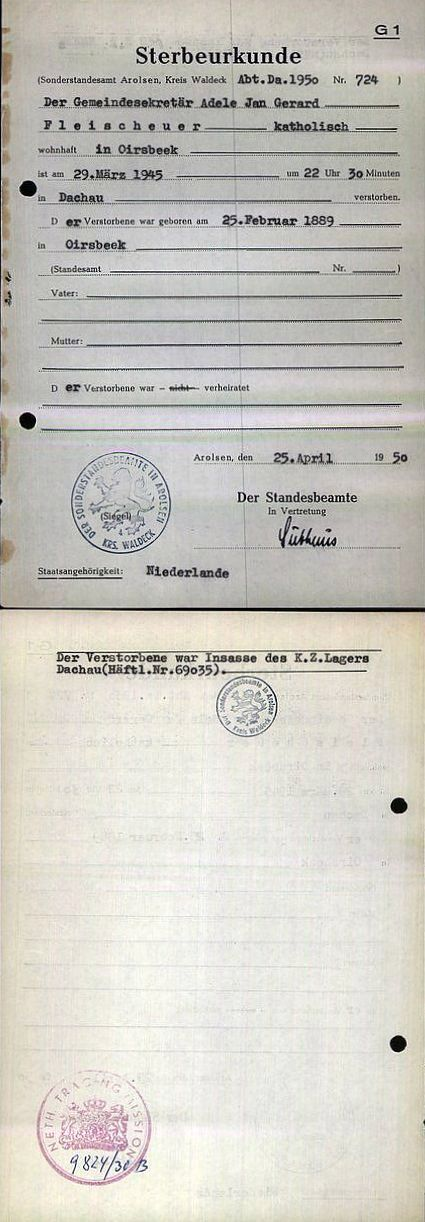
Sterbeurkunde

Adele Jan Gerard Fleischeuer (* 25. Februar 1889 in Oirsbeek, Niederlande; † 29. März 1945 in Dachau) war Stadtschreiber in der ehemaligen niederländischen Gemeinde Oirsbeek, die 1982 nach Schinnen eingemeindet wurde. Er war Mitglied der Schützenbruderschaft St. Lambertus.
Im Zweiten Weltkrieg versteckte er in seinem Haus verfolgte Juden. Vermutlich als Folge eines Verrats wurden zehn dieser Juden am 6. November 1943 von der SS verhaftet und abgeführt. Auch Fleischeuer wurde verhaftet. Er starb einen Monat vor dessen Befreiung im KZ Dachau. Über den weiteren Verbleib der gleichzeitig verhafteten Juden ist nichts bekannt.
1990 wurde Fleischeuer postum als Gerechter unter den Völkern ausgezeichnet. In seiner ehemaligen Heimatgemeinde Oirsbeek ist eine Straße nach ihm benannt.